# Rufino (comandante de cavalaria)
Rufino (em latim: Rufinus) foi um oficial militar bizantino da Trácia ativo durante o reinado do imperador Justiniano (r. 527–565). Era um dos subordinados do general Belisário, talvez como seu guarda-costas, e por sua coragem recebeu direito de portar o estandarte do general em batalha como bandífero. Em 533, era um dos quatro oficiais enviados por Belisário na expedição ao Reino Vândalo; os outros foram Papo, Aigã e Barbato. Dado a omissão de seu nome da lista dos oficiais que participaram na Batalha de Tricamaro, os autores da PIRT sugeriram que tenha feito parte dos efetivos que ficaram com Belisário. No verão de 534, quando Belisário retornou a Constantinopla, Rufino ficou na África com Aigã sob o oficial Salomão. No fim do ano, possivelmente como comandante da cavalaria de Bizacena, emboscaram tropas mouras, matando-as e libertando seus prisioneiros. Em retaliação, as forças mouras se reagruparam e lançaram um ataque contra eles. Rufino foi capturado e decapitado por Medisiníssas para que não causasse mais problemas.